# 日本てんかん学会
一般社団法人日本てんかん学会は、1967年4月6日にてんかん学並びにこれと関連する学術の進歩向上を図ることを目的として、医師を中心として設立された学術団体である。

## 学会誌
- Epilepsy & Seizure
- てんかん研究[1]

## 年次学術総会
- 日本てんかん学会 年次学術集会
- 国際てんかん学会議
- アジア・オセアニア　てんかん学会議
- JES-KESシンポジウム[2]

## 学会賞・助成
- JUHN AND MARY WADA奨励賞
- JES Prize
- 優秀ポスター賞
- 日本てんかん学会Sponsored Award
- JESスカラーシップ
- 日本てんかん学会功労賞[3]